# Коагуляція (молоко)
Коагуляція, ферментація або простіше кажучи згортання молока-це перетворення рідкого молока в желеподібну масу (тромб). Цей згусток являє собою пов'язану тверду фракцію білків молока з присутністю розчинених жирів, яку потім можна легко відокремити від рідини (сироватки). Готовий згусток досить щільний, його можна нарізати кубиками з чіткими гранями. В кінці процесу ферментації згусток в деяких місцях відділяється від стінок каструлі на 1-2 мм.